# Rozšíření o tapír-Spock
Rozšíření o tapír-Spock je osmý díl druhé řady amerického televizního seriálu Teorie velkého třesku. V této epizodě hostují Sara Rue, Carol Ann Susiová, Jennifer Hale a Robert Clotworthy. Režisérem epizody je Mark Cendrowski.

## Děj
Na začátku epizody Sheldon naučí kluky novou verzi hry kámen, nůžky, papír rozšířenou o tapír a Spock, kterou pak využívají k rozhřešení různých obskurních sporů, například na co se budou dívat v televizi nebo kdo sní poslední knedlíček. Hlavní zápletka ale začíná tím, že Howard pozve do operačního centra Mars roveru doktorku Stephanie (Sara Rue), kterou předtím potkal v baru. K jeho smůle se však vozítko zasekne, což znamená velký problém. Sheldon mu vyčte už jen to, že bere nekvalifikovanou osobu do prostoru, kde nemá co dělat, přesto mu společně s Rajem pomáhá problém s Mars roverem vyřešit (rozhodnou se smazat všechna dostupná data). Leonard mezitím odvede Stephanie pryč z budovy. V autě se oba políbí, čímž dá Stephanie najevo, že se jí Leonard líbí víc než Howard. Stephanie to později Howardovi přiznává a ten je na oba velmi naštvaný. Okamžitě jim ale odpustí, když ho pozvou na dvojité rande s její spolubydlící Lisou. Na konci se pak Howard z televize dozvídá, že zaseknutý Mars rover podal svědectví o tom, že by na Marsu mohl být život, kvůli smazaným datům se ale nikdy nezjistí, komu mají být za tento objev připsány zásluhy.

## Obsazení
| Johnny Galecki    | Leonard Hofstadter |
| Jim Parsons       | Sheldon Cooper     |
| Kaley Cuoco       | Penny              |
| Simon Helberg     | Howard Wolowitz    |
| Kunal Nayyar      | Raj Koothrappali   |
| Sara Rue          | Stephanie Barnett  |
| Carol Ann Susiová | Debbie Wolowitz    |
| Jennifer Hale     | hlasatelka         |
| Robert Clotworthy | hlasatel           |